# باخوژا (استان وارمی-ماسوری)
باخوژا (به لهستانی:  Bachorza) یک روستا در لهستان است که در گمینا رن واقع شده‌است.